# 5366 Rhianjones
5366 Rhianjones eller 1981 EY30 är en asteroid i huvudbältet som upptäcktes den 2 mars 1981 av den amerikanska astronomen Schelte J. Bus vid Siding Spring-observatoriet. Den är uppkallad efter Rhian Jone.s
Asteroiden har en diameter på ungefär 4 kilometer.